# Wojciech Kincel
Wojciech Kincel (ur. 1963, zm. 16 listopada 2020 w Zambrowie) – polski zakonnik rzymskokatolicki, przełożony generalny Zgromadzenia Braci Serca Jezusowego (2011–2017).
Posługę pełnił między innymi w Poznaniu i Warszawie. Przez kilkanaście lat pracował również w Papieskim Instytucie Polskim w Rzymie. W latach 2011–2017 był przełożonym generalnym Zgromadzenia Braci Serca Jezusowego. Ostatnim miejscem jego posługi była katedra św. Michała Archanioła w Łomży. 
Kincel przed śmiercią zmagał się z wirusem COVID-19; jednak zakażenie nie było bezpośrednią przyczyną jego śmierci. Zmarł 16 listopada 2020 w Szpitalu Miejskim w Zambrowie. Został pochowany na cmentarzu rzymskokatolickim w Puszczykowie.